# Phyllis Neilson-Terry
Phyllis Neilson-Terry, née le 15 octobre 1892 et décédée le 25 septembre 1977, est une actrice britannique. Elle fait partie de la troisième génération de la dynastie théâtrale de la famille Terry. Après avoir rencontré des premiers succès dans le théâtre classique, dont plusieurs rôles shakespeariens de premier plan, elle a passé plus de quatre ans aux États-Unis, jouant dans des représentations plutôt légères.
De retour en Angleterre en 1919, elle poursuit une carrière variée, notamment dans le cabaret, la pantomime et la variété. Elle retrouve également Shakespeare et le théâtre classique. Elle occupe un de ses derniers rôles principaux dans la pièce Tables séparées de Terence Rattigan en 1954 qui fut jouée dans le West End et à Broadway .

## Biographie

### Jeunesse
Neilson-Terry est née à Londres . Elle est la fille de l'actrice Julia Neilson et de son mari, l'acteur Fred Terry. Elle a un frère cadet, Dennis Neilson-Terry, qui est également monté sur scène. Elle fait ses études d'abord à Westgate-on-Sea, puis à Paris, et enfin à la Royal Academy of Music de Londres, où elle étudie pour devenir chanteuse.
En 1909, Neilson-Terry fait sa première apparition sur scène, dans la compagnie scénique de ses parents qui est alors en tournée à Blackpool. Elle incarne Marie de Belleforêt dans Henry de Navarre, sous le nom de scène Phillida Terson. La tentative de cacher son appartenance à la maison Terry échoue et l'année suivante, elle l'a abandonne et revient sur scène sous son propre nom. Elle fait ses débuts à Londres dans le même rôle, au New Theatre en janvier 1910. Le mois suivant, alors que sa mère ne va pas bien, elle reprend le rôle principal de Marguerite de Valois. Dans sa critique, le journal The Observer indique sa performance dans un rôle aussi lourd « est considérée comme très prometteuse ».
En avril 1910, elle joue Viola dans la pièce de théâtre La nuit des rois de Shakespeare, en compagnie de Sir Herbert Tree au Her Majesty's Theatre au sein d'un casting qui inclut Tree qui incarne Malvolio, et son père le frère jumeau de Viola, Sebastian, un rôle qu'il avait auparavant joué pour l'alto de sa sœur, Ellen. Les critiques sont alors enthousiastes; The Observer déclare que les attentes étaient extrêmement élevées, mais que Phyllis « s'est avérée capable de toutes les justifier ». Le journal The Times déclare qu'elle « a conquis tout le monde dès le premier instant de sa apparition. Tree, dans un discours post-rideau, prédit qu'elle « ajoutera de nouveaux honneurs au nom honoré de Terry pendant de nombreuses années ».
De 1910 à 1914, Phyllis Neilson-Terry joue un large éventail de rôles. Dans les pièces classiques, ses rôles incluent Rosalind dans As You Like It (1911), Juliette dans Roméo et Juliette, Desdemona dans Othello et Portia dans Le Marchand de Venise (tous en 1912). Elle apparaît également dans des pièces modernes, dont une reprise de Trilby. Elle continue ensuite à jouer à travers le monde dans des reprises de nombreux au cours des dernières années. En 1914, elle se rend aux États-Unis et, ayant signé un contrat à long terme. Elle ne revient en Grande-Bretagne qu'en 1919. En Amérique, elle joue dans Trilby, un film muet adapté du roman de George du Maurier. Elle apparaît également dans des vaudevilles entonnant des chansons, des récitations et des extraits de Shakespeare, et joue Nora Marsh dans The Land of Promise de Somerset Maugham.

### Dernières années
Dans le Oxford Dictionary of National Biography, JC Trewin a écrit qu'il était « malheureux » que Fred Terry se soit rarement étendu en prenant les grands rôles classiques pour lesquels son talent lui convenait. La nécrologie du Times sur la fille de Terry a fait une remarque similaire à son sujet, commentant qu'après son retour des États-Unis, elle n'a pas retrouvé la position exceptionnelle qu'elle avait gagnée en tant que jeune actrice. Comme en Amérique, elle a tourné avec des programmes de variétés légers et dans des pièces éphémères qui plaisaient à la foule. Parmi ces derniers, on trouve The Wheel de JB Fagan, dans laquelle elle a donné à son jeune cousin John Gielgud son premier rôle d'acteur rémunéré en 1922.
Au cours des années 1920, Neilson-Terry fait une tournée en Afrique du Sud. Elle apparaît également en Grande-Bretagne dans une gamme de performances allant du cabaret au pantomime à Drury Lane. Elle joue Shakespeare au Open Air Theatre, Regent's Park et tourne avec l'acteur Donald Wolfit. Dans les années 1930, elle joue Lady Macbeth et la reine Catherine dans la pièce Henry VIII au Shakespeare Memorial Theatre, à Stratford-upon-Avon. Selon Gielgud, son rôle le plus notable de l'entre-deux-guerres est la reine Élisabeth dans Elizabeth d'Angleterre de Ferdinand Bruckner. Il écrit : « Dans cette pièce, elle a montré un pouvoir tragique inattendu dans la scène où Essex fait irruption en sa présence pour la trouver sans perruque et ébouriffée ».
Au cours des années 40, elle joue le rôle de Mademoiselle Moffat dans The Corn is Green, dans lequel Gielgud déclare qu'elle joue « avec une grâce non dissimulée ». Dans les années 1950, son rôle le plus notable est Madame Railton-Bell, la matriarche tyrannique des Tables séparées de Rattigan. Elle joue ensuite le rôle à Broadway. Ses dernières performances sur scène sont Lady Bletchley dans Let Them Eat Cake de Frederick Lonsdale (1959) et Lady Godolphin dans Off a Duck's Back de Robert Kemp (1960).

## Vie privée
Neilson-Terry a été marié deux fois. Elle a eu pour mari deux acteurs : Cecil King et Heron Carvic. Elle est décédée à Londres à l'âge de 84 ans.

## Filmographie non exhaustive
- Trilby ; (Version hollywoodienne de 1915, réalisée par Maurice Tourneur ; pas la version britannique de 1914 avec Tree).
- L'appel du sang ; (Film occidental de 1921)
- Moments tendus avec de grands auteurs ; (Film de 1922): Trilby
- Boadicée ; (Film de 1928): La reine Boadicée
- Une famille ; (Film de l'Empire britannique de 1930) : «Australie»
- Meurtre de Rx ; (Film de 1958) : Lady Lacy
- L'Avril enchanté ; (Jeu ITV de la semaine 1958) : Mme Fisher
- Ivanhoe ; (Série télévisée de 1958) : la reine Aliénor d'Aquitaine
- Regardez en arrière dans la colère ; (Film de 1959) : Mme. Redfern
- Conspiration des cœurs ; (Film de 1960) : Sœur Elizaveta

## Source de la traduction
- (en) Cet article est partiellement ou en totalité issu de l’article de Wikipédia en anglais intitulé « Phyllis Neilson-Terry » (voir la liste des auteurs).